# Cikloheksen
Cikloheksen je ugljovodonik sa formulom . Ovaj cikloalken je bezbojna tečnost sa oštrim mirisom. On je intermedijar u raznim industrijskim procesima. Cikloheksen nije veoma stabilan tokom dugotrajnog skladištenja sa izlaganjem svetlosti i vazduhu, te formira perokside.

## Proizvodnja i upotreba
Cikloheksen se proizvodi parcijalnom hidrogenacijom benzena, procesom koji je razvila kompanija Asahi Hemikal. On se konvertuje u cikloheksanol, koji se dehidrogeniše do cikloheksanona, prekurzora kaprolaktama. Cikloheksen je isto tako prekurzor adipinske kiseline, maleinske kiseline, dicikloheksiladipata, i cikloheksenoksida. On se koristi kao rastvarač.

## Spoljašnje veze
- Internacionalna karta hemijske bezbednosti 1054
- Džepni vodič hemijskih hazarda 0167
- Bezbednosti podaci
- podaci Архивирано на веб-сајту  (22. октобар 2007)